# UBIFS
無序區塊映像檔案系統（Unsorted Block Image File System，UBIFS）是一种用於固态硬盘儲存裝置的文件系统，它與LogFS相互競爭，是JFFS2的後繼檔案系統之一。其真正開始開發於2007年，並於2008年10月第一次加入穩定版本於Linux核心2.6.27版。
UBIFS最早在2006年由IBM與Nokia的工程師Thomas Gleixner，Artem Bityutskiy所設計，專門為了解決MTD（Memory Technology Device）裝置所遇到的瓶頸。由於Nand闪存容量的暴漲，YAFFS等皆無法再去控制Nand闪存的空間。UBIFS透過子系統UBI處理與MTD设备之間的動作。與JFFS2一樣，UBIFS建構於MTD设备之上，因而與一般的块设备不相容。
UBIFS在設計與性能上均較YAFFS2、JFFS2更適合大容量的NAND FLASH。例如：UBIFS支持write-back, 其寫入的資料會被缓存, 直到有必要寫入時才寫到闪存, 大大地降低分散小區塊數量并提高I/O效率。UBIFS檔案系統目錄儲存在闪存上，UBIFS mount時不需要扫描整個闪存的資料來重新建立檔案目錄。支援闪存上壓縮檔案資料，而且可選擇性壓縮部份檔案。另外UBIFS使用日誌（journal），可减少闪存索引的更新频率。
UBIFS目前是Nokia N900智慧型手機上的預設檔案系統。

## 外部連結
- 首頁
- 開發者維基
- 用於UBIFS的MTD子系統文章 （页面存档备份，存于）
- 2008年4月之後的LWN文章 （页面存档备份，存于）